# Batalla de Denain
La batalla de Denain  es va produir el 24 de juliol de 1712, durant la Guerra de Successió espanyola. Va ser un enfrontament entre les tropes franceses comandades per Claude Louis Hector de Villars contra les tropes de les Províncies Unides i d'Àustria, comandades per Arnold van Keppel. El resultat va ser una victòria per l'exèrcit borbònic.